# Liste der Baudenkmale in Mittenwalde
In der Liste der Baudenkmale in Mittenwalde sind alle Baudenkmale der brandenburgischen Stadt Mittenwalde und ihrer Ortsteile aufgelistet. Grundlage ist die Veröffentlichung der Landesdenkmalliste mit dem Stand vom 31. Dezember 2020. Die Bodendenkmale sind in der Liste der Bodendenkmale in Mittenwalde aufgeführt.

## Baudenkmale in den Ortsteilen
In den Spalten befinden sich folgende Informationen:
- ID-Nr.: Die Nummer wird vom Brandenburgischen Landesamt für Denkmalpflege vergeben. Ein Link hinter der Nummer führt zum Eintrag über das Denkmal in der Denkmaldatenbank. In dieser Spalte kann sich zusätzlich das Wort Wikidata befinden, der entsprechende Link führt zu Angaben zu diesem Denkmal bei Wikidata.
- Lage: die Adresse des Denkmales und die geographischen Koordinaten. Link zu einem Kartenansichtstool, um Koordinaten zu setzen. In der Kartenansicht sind Denkmale ohne Koordinaten mit einem roten beziehungsweise orangen Marker dargestellt und können in der Karte gesetzt werden. Denkmale ohne Bild sind mit einem blauen bzw. roten Marker gekennzeichnet, Denkmale mit Bild mit einem grünen beziehungsweise orangen Marker.
- Bezeichnung: Bezeichnung in den offiziellen Listen des Brandenburgischen Landesamtes für Denkmalpflege. Ein Link hinter der Bezeichnung führt zum Wikipedia-Artikel über das Denkmal.
- Beschreibung: die Beschreibung des Denkmales
- Bild: ein Bild des Denkmales und gegebenenfalls einen Link zu weiteren Fotos des Baudenkmals im Medienarchiv Wikimedia Commons

### Boddinsfelde
| ID-Nr.                           | Lage                                   | Bezeichnung | Beschreibung                                                                                      | Bild |
| -------------------------------- | -------------------------------------- | --- | ------------------------------------------------------------------------------------------------- | --- |
| 09140453                         | Wilhelm-Pieck-Straße 2, 3, 6, 7 (Lage) | Gutsanlage des Berliner Stadtguts Boddinsfelde mit Gutsverwaltungshaus und südlich angrenzendem gärtnerischen Raum, Waage- und Arbeiterhaus, den beiden den Gutshof im Norden und Süden rahmenden Stall- und Scheunengebäuden, Spritzenhaus mit Taubenturm sowie Schule und Achtfamilienhaus mit Nebengebäuden sowie Teilflächen der ehemaligen Rieselfeldanlage bestehend aus Schlägen mit Tafeln, Be- und Entwässerungsgräben, Verteilerbecken, Erschließungswegen, elf Absetzbecken sowie Standrohr einschließlich des historischen Gehölzbestandes entlang der Wege und Gräben |                                                                                                   | Gutsanlage des Berliner Stadtguts Boddinsfelde mit Gutsverwaltungshaus und südlich angrenzendem gärtnerischen Raum, Waage- und Arbeiterhaus, den beiden den Gutshof im Norden und Süden rahmenden Stall- und Scheunengebäuden, Spritzenhaus mit Taubenturm sowie Schule und Achtfamilienhaus mit Nebengebäuden sowie Teilflächen der ehemaligen Rieselfeldanlage bestehend aus Schlägen mit Tafeln, Be- und Entwässerungsgräben, Verteilerbecken, Erschließungswegen, elf Absetzbecken sowie Standrohr einschließlich des historischen Gehölzbestandes entlang der Wege und Gräben |
| 09141232 Teilobjekt zu: 09140453 | Wilhelm-Pieck-Straße 7 (Lage)          | Inspektorenhaus | Das Haus befindet sich an der Westseite des Wirtschaftshofes.                                     | BW |
| 09141233 Teilobjekt zu: 09140453 | Wilhelm-Pieck-Straße (Lage)            | Gutspark |                                                                                                   | BW |
| 09141234 Teilobjekt zu: 09140453 | Wilhelm-Pieck-Straße 6 (Lage)          | Wohnhaus |                                                                                                   | BW |
| 09141235 Teilobjekt zu: 09140453 | Wilhelm-Pieck-Straße 6, 7 (Lage)       | Pferdestall | Der Stall befindet sich an der Nordseite des Wirtschaftshofes.                                    | BW |
| 09141236 Teilobjekt zu: 09140453 | Wilhelm-Pieck-Straße 6, 7 (Lage)       | Rinderstall | Der Stall befindet sich an der Südseite des Wirtschaftshofes.                                     | BW |
| 09141237 Teilobjekt zu: 09140453 | Wilhelm-Pieck-Straße 6, 7 (Lage)       | Scheune |                                                                                                   | BW |
| 09141238 Teilobjekt zu: 09140453 | Wilhelm-Pieck-Straße 6, 7 (Lage)       | Spritzenhaus | Das Spritzenhaus steht in der Mitte des Wirtschaftshofes.                                         | BW |
| 09141239 Teilobjekt zu: 09140453 | Wilhelm-Pieck-Straße 2 (Lage)          | Landarbeiterhaus |                                                                                                   | BW |
| 09141240 Teilobjekt zu: 09140453 | Wilhelm-Pieck-Straße 3 (Lage)          | Schule |                                                                                                   | BW |
| 09140805 Teilobjekt zu: 09140453 | Wilhelm-Pieck-Straße 3 (Lage)          | Rieselfeldanlage |                                                                                                   | BW |
| 09140806 Teilobjekt zu: 09140453 | Wilhelm-Pieck-Straße 3 ()              | Absetzbecken |                                                                                                   | ein Bild hochladen |
| 09140807 Teilobjekt zu: 09140453 | Wilhelm-Pieck-Straße 3 ()              | Standrohr | Das Standrohr befindet sich in der Mitte des Geländes nahe der südlichen Gruppe der Absetzbecken. | ein Bild hochladen |
| 09140808 Teilobjekt zu: 09140453 | Wilhelm-Pieck-Straße 3 ()              | Rieselparzelle | Die Parzelle befindet sich östlich des Gutshofes.                                                 | ein Bild hochladen |
| 09140809 Teilobjekt zu: 09140453 | Wilhelm-Pieck-Straße 3 ()              | Bewässerungsgraben & Entwässerungsgraben & Weg & Gehölzbestand |                                                                                                   | ein Bild hochladen |

### Brusendorf
| ID-Nr.            | Lage   | Bezeichnung                                                | Beschreibung | Bild           |
| ----------------- | ------ | ---------------------------------------------------------- | --- | -------------- |
| 09140063 Wikidata | (Lage) | Dorfkirche                                                 | Die Feldsteinkirche entstand Anfang des 14. Jahrhunderts. 1871 vergrößerte die Kirchengemeinde die Fenster und baute den Kirchturm zurück. Im Innenraum befinden sich unter anderem ein Altarretabel aus dem Mittelalter, das im 17. Jahrhundert neu gesetzt wurde. Er erhielt zwei Schnitzfiguren, die von zwei gotischen Flügelaltären stammen. In der Mitte ist Maria zu sehen, die von Barbara von Nikomedien und Stephanus begleitet wird. Darüber ist ein Kruzifix, das vermutlich aus der ersten Hälfte des 15. Jahrhunderts stammt. | weitere Bilder |
| 09140064          | (Lage) | Postmeilensäule, an der Straße von Brusendorf nach Selchow | Die Postmeilensäule befindet sich an der Straße nach Selchow, allerdings ist diese durch den Flughafen unterbrochen. | weitere Bilder |

### Gallun
| ID-Nr.                           | Lage                      | Bezeichnung                                                                     | Beschreibung | Bild                                                                            |
| -------------------------------- | ------------------------- | ------------------------------------------------------------------------------- | --- | ------------------------------------------------------------------------------- |
| 09140491                         | (Lage)                    | Teile der Ausstattung der 1803 abgebrannten Dorfkirche (siehe Unterlagen BLDAM) | Es handelt sich um die Glocke der ehemaligen Dorfkirche. Die Glocke wurde 1652 von Jakob Neuwert in Berlin gegossen. | Teile der Ausstattung der 1803 abgebrannten Dorfkirche (siehe Unterlagen BLDAM) |
| 09140447                         | Motzener Straße 26 (Lage) | Kleinbahnhof Gallun Süd mit Empfangsgebäude und Güterboden                      | | weitere Bilder                                                                  |
| 09141215 Teilobjekt zu: 09140447 | Motzener Straße 26 (Lage) | Bahnhofempfangsgebäude                                                          | | BW                                                                              |
| 09141216 Teilobjekt zu: 09140447 | Motzener Straße 26 (Lage) | Güterschuppen                                                                   | Fachwerkbau (1894), eingeschossig, Satteldach.                                                                       | Güterschuppen                                                                   |

### Mittenwalde
| ID-Nr.                           | Lage                                                   | Bezeichnung                                                                                       | Beschreibung | Bild                                                                                              |
| -------------------------------- | ------------------------------------------------------ | ------------------------------------------------------------------------------------------------- | --- | ------------------------------------------------------------------------------------------------- |
| 09140898                         | (Lage)                                                 | Sammlung historischer Feuerwehrfahrzeuge                                                          | | Sammlung historischer Feuerwehrfahrzeuge                                                          |
| 09140899 Teilobjekt zu: 09140898 | (Lage)                                                 | Feuerspritze                                                                                      | | BW                                                                                                |
| 09140900 Teilobjekt zu: 09140898 | (Lage)                                                 | Feuerwehrfahrzeug                                                                                 | Das Fahrzeug wurde um 1900 erbaut. | BW                                                                                                |
| 09140901 Teilobjekt zu: 09140898 | (Lage)                                                 | Löschfahrzeug                                                                                     | | BW                                                                                                |
| 09140902 Teilobjekt zu: 09140898 | (Lage)                                                 | Hydrantenanhänger                                                                                 | | BW                                                                                                |
| 09140903 Teilobjekt zu: 09140898 | (Lage)                                                 | Spritzenwagen                                                                                     | Der Spritzenwagen wurde 1942 von der Firma Carl Metz gebaut. | BW                                                                                                |
| 09140465                         | Am Scheunenviertel 1 (Lage)                            | Wasserwerk Mittenwalde, bestehend aus Behälterhaus, Rieselturm und Maschinenhaus mit Trafostation | Datiert auf das Jahr 1938. | Wasserwerk Mittenwalde, bestehend aus Behälterhaus, Rieselturm und Maschinenhaus mit Trafostation |
| 0914 Teilobjekt zu: 09140465     | Am Scheunenviertel 1 (Lage)                            | Behälterhaus                                                                                      | Reinwasserbehälter (1938), eingeschossig. | Behälterhaus                                                                                      |
| 0914 Teilobjekt zu: 09140465     | Am Scheunenviertel 1 (Lage)                            | Rieselturm                                                                                        | Massiver Ziegelbau aus dem Jahr 1938; Kegeldach. | Rieselturm                                                                                        |
| 0914 Teilobjekt zu: 09140465     | Am Scheunenviertel 1 (Lage)                            | Maschinenhaus                                                                                     | Roter Ziegelbau aus dem Jahr 1938; Walmdach. | Maschinenhaus                                                                                     |
| 09140349                         | Berliner Vorstadt 17 (Lage)                            | Spital- und Altenhaus                                                                             | | Spital- und Altenhaus                                                                             |
| 09140237 Wikidata                | Berliner Vorstadt 18 (Lage)                            | Spitalkapelle                                                                                     | Die Spitalskapelle, Friedhofskapelle oder Siechenkapelle wurde wahrscheinlich um 1394 errichtet. Sie liegt nördlich des Berliner Tores. Die Kapelle wurde 1996 restauriert. | weitere Bilder                                                                                    |
| 09140241                         | Burgstraße 11 (Lage)                                   | Steinfurth-Haus (Erich-Steinfurth-Gedenkstätte)                                                   | | Steinfurth-Haus (Erich-Steinfurth-Gedenkstätte)                                                   |
| 09140238 Wikidata                | Paul-Gerhardt-Straße / Sankt-Moritz-Kirchstraße (Lage) | St.-Moritz-Kirche                                                                                 | Die evangelische Kirche St. Moritz stammt im Ursprung aus dem 13. Jahrhundert. Die Kirche wurde im neugotischen Stil in den Jahren 1861 bis 1862 renoviert.                 | weitere Bilder                                                                                    |
| 09140440                         | Paul-Gerhardt-Straße 9 (Lage)                          | Wohnhaus                                                                                          | | Wohnhaus                                                                                          |
| 09140419                         | Rathausstraße (Lage)                                   | Bahnhofsempfangsgebäude des Ostbahnhofs Mittenwalde                                               | | weitere Bilder                                                                                    |
| 09140243                         | Rathausstraße 4, 8 (Lage)                              | Paul-Gerhardt-Kreiskrankenhaus mit Gartenanlage (Paul-Gerhardt-Haus) sowie Wohnhaus und Remise    | | weitere Bilder                                                                                    |
| 09141072 Teilobjekt zu: 09140243 | Rathausstraße 4, 8 (Lage)                              | Krankenhaus                                                                                       | Datiert auf 1907/1908. Roter Ziegelbau, zweigeschossig. Das neogotische Haus, das 1992 seine Funktion als Krankenhaus verlor, wird seit 1993 als Rathaus genutzt.           | Krankenhaus                                                                                       |
| 09141075 Teilobjekt zu: 09140243 | Rathausstraße 4 (Lage)                                 | Isolierstation                                                                                    | Eingeschossiger Ziegelbau mit Flachdach. | Isolierstation                                                                                    |
| 0914 Teilobjekt zu: 09140243     | Rathausstraße 4 (Lage)                                 | Gartenanlage                                                                                      | Die Anlage befindet sich vor dem Krankenhaus. | Gartenanlage                                                                                      |
| 09141073 Teilobjekt zu: 09140243 | Rathausstraße 8 (Lage)                                 | Wohnhaus                                                                                          | Zweigeschossiger Ziegelbau mit Satteldach. | Wohnhaus                                                                                          |
| 09141074 Teilobjekt zu: 09140243 | Rathausstraße 8 (Lage)                                 | Remise                                                                                            | Die Remise befindet sich südlich des Wohnhauses. Eingeschossiger Ziegelbau mit Schleppdach.                                                                                 | Remise                                                                                            |
| 09140240 Wikidata                | Salzmarkt (Lage)                                       | Jahn-Denkmal                                                                                      | Das Denkmal für Turnvater-Jahn wurde vom Bildhauer Oscar Krüger am Salzmarkt vor der „Friedenseiche“ errichtet und am 10. August 1913 enthüllt.                             | weitere Bilder                                                                                    |
| 09140350                         | Salzmarkt 5 (Lage)                                     | Fachwerkwohnhaus                                                                                  | In dem Haus befindet sich heute das Stadtmuseum. | weitere Bilder                                                                                    |
| 09140242                         | Schützenstraße 6 (Lage)                                | Wohnhaus                                                                                          | | Wohnhaus                                                                                          |
| 09140236                         | Yorckstraße / Berliner Vorstadt (Lage)                 | Berliner Tor, bestehend aus Vordertor, Rundturm und Resten der Zwingermauer                       | | weitere Bilder                                                                                    |
| 09140239                         | Yorckstraße 45 (Lage)                                  | Yorckbüste am ehemaligen Hotel „Yorck“                                                            | | Yorckbüste am ehemaligen Hotel „Yorck“                                                            |

### Motzen
| ID-Nr.            | Lage                       | Bezeichnung                              | Beschreibung | Bild           |
| ----------------- | -------------------------- | ---------------------------------------- | --- | -------------- |
| 09140189 Wikidata | (Lage)                     | Dorfkirche                               | Die Kirche entstand im Jahr 1755 und wurde von 1985 bis 1992 restauriert. Die Apsis ist als Sakristei abgeteilt. Im Innenraum steht unter anderem eine Orgel mit einem Prospekt aus der ersten Hälfte des 19. Jahrhunderts.                                                                                    | weitere Bilder |
| 09140190          | (Lage)                     | Postmeilensäule                          | Die Postmeilensäule wurde etwa im Jahre 1820 errichtet. Sie liegt an der alten Poststraße von Dresden nach Berlin – Cottbuser Tor und zeigt die Entfernung von fünf Meilen (je 7,532 Kilometer) an. | weitere Bilder |
| 09140244          | Karl-Marx-Straße 34 (Lage) | Wohnhaus mit Hofanlage (Scheune & Stall) | Wohnhhaus: Eingeschossiger Bau mit Satteldach. Datiert auf das Jahr 1886. Scheune: Ziegelbau mit Satteldach. Datiert auf das Jahr 1887. Lage: hinter dem Wohnhaus, parallel zu diesem. Stall: Ziegelbau mit Satteldach. Datierung unbekannt. Lage: rechtwinklig zum Wohnhaus, begrenzt den Hof nach Süden hin. | weitere Bilder |
| 09140245          | Kirchstraße 6 (Lage)       | Wohnhaus                                 | | Wohnhaus       |
| 09140886          | Seebadallee 9 (Lage)       | Sommerhaus                               | Eingeschossiger, Holz verschalter Bau aus dem Jahre 1938. Markant ist das steil aufsteigende Satteldach. | Sommerhaus     |

### Ragow
| ID-Nr.                           | Lage                 | Bezeichnung                 | Beschreibung | Bild                        |
| -------------------------------- | -------------------- | --------------------------- | --- | --------------------------- |
| 09140261 Wikidata                | (Lage)               | Paul-Gerhardt-Kirche        | Die Feldsteinkirche aus dem Jahr 1710 basiert auf einem Vorgängerbau aus dem 14. Jahrhundert. Sie ist nach dem evangelisch-lutherischen Theologen und Kirchenlieddichter Paul Gerhardt benannt. Experten vermuten, dass er während seines Aufenthaltes in Mittenwalde in der Zeit von 1651 bis 1657 in Ragow predigte. Der neugotische Westturm entstand als Kopie der Kirche im polnischen Troszyn (Mieszkowice). Im Innern befinden sich ein Kanzelaltar aus dem Jahr 1702 sowie eine weitgehend im Originalzustand befindliche Orgel von Wilhelm Sauer aus dem Jahr 1906. | weitere Bilder              |
| 09140533                         | Dorfstraße 18 (Lage) | Spritzenhaus                | | Spritzenhaus                |
| 09140460                         | Dorfstraße 45 (Lage) | Dorfschule mit Nebengebäude | | Dorfschule mit Nebengebäude |
| 09141252 Teilobjekt zu: 09140460 | Dorfstraße 45 (Lage) | Nebengebäude                | Das Gebäude wurde von 1910 bis 1911 erbaut. Es ist ein eingeschossiges Haus, mit Ziegel verblendet, und hat ein Walmdach. | Nebengebäude                |

### Schenkendorf
| ID-Nr.                           | Lage                                                                                               | Bezeichnung | Beschreibung | Bild                                                                                              |
| -------------------------------- | -------------------------------------------------------------------------------------------------- | --- | --- | ------------------------------------------------------------------------------------------------- |
| 09140265 Wikidata                | Freiherr-von-Loeben-Straße (Lage)                                                                  | Dorfkirche | Die Dorfkirche entstand Ende des 14. Jahrhunderts/Anfang des 15. Jahrhunderts. Im Jahre 1910 wurde die Kirche in Stil des Neobarocks umgebaut. Im Inneren ein Altaraufsatz aus dem 17. Jahrhundert. | weitere Bilder                                                                                    |
| 09140351 Wikidata                | Freiherr-von-Loeben-Straße 9 (Lage)                                                                | Landsitz Rudolf Mosse mit Villa, Parkanlage und Aussichtsturm, Einfriedungsmauer und Pförtnerhaus                                                                                     | Es war der Landsitz von Rudolf Mosse. | Landsitz Rudolf Mosse mit Villa, Parkanlage und Aussichtsturm, Einfriedungsmauer und Pförtnerhaus |
| 09141127 Teilobjekt zu: 09140351 | Freiherr-von-Loeben-Straße 9 (Lage)                                                                | Landhaus | | BW                                                                                                |
| 09141128 Teilobjekt zu: 09140351 | Freiherr-von-Loeben-Straße 9 (Lage)                                                                | Parkanlage | Der Park erstreckt sich von der Freiherr-von-Loeben-Straße im Süden bis an den Pritzelgraben II im Norden.                                                                                          | BW                                                                                                |
| 09141129 Teilobjekt zu: 09140351 | Freiherr-von-Loeben-Straße 9 (Lage)                                                                | Aussichtsturm | Der Turm befindet sich im Park. | BW                                                                                                |
| 09140972 Teilobjekt zu: 09140351 | Freiherr-von-Loeben-Straße 9 (Lage)                                                                | Pförtnerhaus | | BW                                                                                                |
| 09140267                         | Freiherr-von-Loeben-Straße (Lage)                                                                  | Gedenkstein für die Märzgefallenen, auf dem Friedhof | Die Inschrift lautet: Gewidmet den / Freiheitskämpfern / Paul Pfeiffer / Franz Pelka / Karl Linke / Gef. als Opfer / des Kapp-Putsches / am 20. März 1920 / in Schenkendorf.                        | Gedenkstein für die Märzgefallenen, auf dem Friedhof                                              |
| 09140364                         | Freiherr-von-Loeben-Straße 23, 28, 39, 40, Am Bruch 1-4, 7, Krummenseer Straße 1, 2, 15, 17 (Lage) | Bergarbeitersiedlung „Centrum“ einschließlich Gestaltung und Befestigung der die Gebäude umgebenden Flächen und Wegeführungen sowie zwei Verwaltungsgebäude der Kohlengrube „Centrum“ | Erbaut 1884/1892. | weitere Bilder                                                                                    |
| 09141359 Teilobjekt zu: 09140364 | Krummenseer Straße 15 & 17 (Lage)                                                                  | Verwaltungsgebäude | Das Gebäude (hier abgebildet Hausnummer 17) liegt etwa 10 Meter zurückgesetzt gegenüber der Straße. Es handelt sich um einen zweigeschossigen Ziegelbau mit Satteldach. Datiert auf 1884/1892.      | weitere Bilder                                                                                    |

### Töpchin
| ID-Nr.                           | Lage                      | Bezeichnung | Beschreibung | Bild                                                                     |
| -------------------------------- | ------------------------- | --- | --- | ------------------------------------------------------------------------ |
| 09140530                         | Märkische Straße 2 (Lage) | „Neue Dorfschule“ mit zwei Nebengebäuden und straßenseitiger Einfriedung | Eingeschossiger roter Ziegelbau mit Satteldach. Datiert auf das Jahr 1901 (Änderungsbauten 1990). Die Einfriedung besteht straßenseitig aus einem knapp über dem Boden verlaufenden Ziegelsockel mit aufgesetztem Schmiedeeisenzaun und drei markanten Ziegelpfeilern, jeweils finalisiert mit einem Zeltdach.                                                          | „Neue Dorfschule“ mit zwei Nebengebäuden und straßenseitiger Einfriedung |
| 09141306 Teilobjekt zu: 09140530 | Märkische Straße 2 (Lage) | Toilettenhaus & Remise & Kleinviehstall | Eingeschossiger Ziegelbau mit Pultdach. Datiert auf das Jahr 1901. Lage: hinter der Schule in nördlicher Richtung. | Toilettenhaus & Remise & Kleinviehstall                                  |
| 09140534 Wikidata                | Waldecker Straße (Lage)   | Dorfkirche | Die evangelische Dorfkirche ist ein neugotischer Sakralbau aus den Jahren 1893 und 1894. Die schlichte Ausstattung stammt aus der Bauzeit der Kirche. Das hölzerne Kruzifix auf dem Altar ist eine Stiftung des Ziegeleibesitzers Selchow. Die Orgel auf der Westempore baute Albert Hollenbach aus Neuruppin. Sie besitzt zwei Manuale, ein Pedal und hat 15 Register. | weitere Bilder                                                           |
| 09140485                         | Waldecker Straße 5 (Lage) | Wohnhaus mit straßenseitiger Einfriedung | Eingeschossiger Fachwerkbau mit Satteldach. Beinhaltete einst eine Schwarze Küche. Datiert auf 1801/1833. | weitere Bilder                                                           |
| 09140536                         | Zum Mühlenberg (Lage)     | Teile der Friedhofsanlage: Kapelle mit Gruft der Familie Kettlitz (heute Friedhofskapelle), Leichenhalle, straßenseitige Friedhofsmauer einschließlich Einfahrtstor sowie Ziegelpflasterung des Straßenabschnitts vor dem Friedhof und der Zufahrt | | weitere Bilder                                                           |
| 09141310 Teilobjekt zu: 09140536 | Zum Mühlenberg (Lage)     | Mausoleum | Eingeschossiger Ziegelbau mit Satteldach. Gewidmet der Familie Kettlitz (Ziegeleibesitzer). Datiert auf etwa 1900. Das Mausoleum steht östlich des Haupteingangs. | Mausoleum                                                                |
| 09141311 Teilobjekt zu: 09140536 | Zum Mühlenberg (Lage)     | Friedhofsmauer | | Friedhofsmauer                                                           |
| 09141312 Teilobjekt zu: 09140536 | Zum Mühlenberg (Lage)     | Pflasterstraße | Denkmalverlust: Die Straße wurde 2020 / 2022 abgerissen. | BW                                                                       |

### Waldeck
| ID-Nr.                           | Lage                     | Bezeichnung                                                                               | Beschreibung                                                                        | Bild               |
| -------------------------------- | ------------------------ | ----------------------------------------------------------------------------------------- | ----------------------------------------------------------------------------------- | ------------------ |
| 09140574                         | Zur Kohlengrube 6 (Lage) | Zechenhaus mit Nebengebäude einschließlich des Tagebaurestlochs der ehemaligen Kohlegrube | Das Zechenhaus liegt südlich von Töpchin und südwestlich von Waldeck im Wald.       | weitere Bilder     |
| 09140575 Teilobjekt zu: 09140574 | Zur Kohlengrube 6 (Lage) | Wirtschaftsgebäude                                                                        | Das Nebengebäude des ehemaligen Zechenhauses diente früher als Stall und Werkstatt. | Wirtschaftsgebäude |